# Camillo Giussani (giornalista)
Camillo Giussani (Udine, 11 novembre 1825 – Udine, 21 febbraio 1907) è stato un giornalista, scrittore e insegnante italiano.

## Biografia
Nato a Udine sotto il dominio del Regno Lombardo-Veneto da Sigismondo e Caterina Cappello, si laurea in lettere all’Università di Padova, per poi insegnare Letteratura italiana e Storia nell’Imperial Regio Ginnasio liceale e poi presso l'Istituto tecnico. Trasferito a Como, lì non vuole rimanere e decide di tornare a Udine dove si dedica all'attività di giornalista. Dal 1848, quando si dedica al giornalismo, Giussani dirige e collabora con i giornali L'Alchimista, L'Artiere, L'Industria e Il Friuli. L’impronta politico-culturale data a Il Friuli è liberale e progressista, e venne mantenuta dal Valussi, che ne assunse la direzione nel novembre 1850, sino alla sua soppressione, decretata dal governo austriaco un anno dopo. Giussani collaborò inoltre con il periodico in lingua friulana Florean dal Palaz.
Nel 1866 entra insieme a Pacifico Valussi nel quotidiano ne Il giornale di Udine collaborando per dieci anni; nel 1876 fonda La Patria del Friuli che dirige fino al 1903, quando per la tarda età si ritira vendendo il quotidiano e ritirandosi a vita privata.
Trascorse gli ultimi anni in infermità non muovendosi dalla sua abitazione ove morì per polmonite nell'inverno del 1907.

## Opere
- Delle idee del conte Andrea Cittadella Vigodarzere sull'istruzione secondaria, Udine, Tipografia di Giuseppe Seitz, 1870.